# Clemens von Zimmermann
Pour les articles homonymes, voir Zimmermann.
Clemens von Zimmermann (né le 8 novembre 1788 à Düsseldorf; mort le 25 janvier 1869 à Munich) est un peintre allemand actif en Bavière.

## Biographie
Il entre comme étudiant à l'Académie des beaux-arts de Düsseldorf à l'automne 1804 et se rend deux ans plus tard à l'Académie de Munich avec son professeur, Johann Peter von Langer.
En 1815 Zimmerman se voit confier la direction du königl. Kunstschule Augsburg et, en tant que tel, entreprend un grand voyage d'étude à travers l'Italie l'année suivante. Il est nommé professeur titulaire de l'Académie des beaux-arts de Munich en 1825.
En tant que conseiller artistique mais aussi en tant que peintre, Zimmermann prend part à de nombreuses décisions du roi Louis Ier de Bavière. Avec ses collègues, Gottlieb Gassen, Johann Georg Hiltensperger et Eugen Napoleon Neureuther, il embellit les fresques dans le vestibule de l' Alte Pinakothek d'après les dessins de Peter von Cornelius. Ce travail à la Glyptothèque l'occupe pendant près de dix ans. Il participe également à la décoration dans les colonnades du Hofgarten, dans le couloir de la Pinacothèque, et dans la salle à manger de la Résidence.
En 1846, Clemens von Zimmermann devient directeur de la Königl. Bayerischen Zentralgalerie et occupe ce poste jusqu'en 1865. 
Deux de ses tableaux se trouvent à la Neue Pinakothek: Cimabue trouve Giotto dessinant un agneau et Pèlerins de la campagne romaine en chemin vers Lorette. Il a peint un grand nombre de portraits, parmi lesquels ceux de la reine Hortense et du roi Maximilien Ier de Bavière, et gravé et lithographié de nombreuses vues de Rome.